# Brasil Radio
WRSO, conhecida pelo nome fantasia Brasil Radio, foi uma emissora de rádio com outorga em Orlovista, Flórida, nos Estados Unidos, servindo a região metropolitana de Orlando. Opera nos dials FM e AM nas frequências de 93,1 MHz e 810 kHz, e pertence a Star Over Orlando, operada pela Cafifa Media Group em parceria com o Grupo Bandeirantes de Comunicação sob um acordo de marketing local. A emissora foi inaugurada em 14 de março de 2016 e sua programação era de responsabilidade da rádio BandNews FM, além de transmitir atrações da Rádio Bandeirantes, Band FM, Nativa FM e programação musical dos gêneros adulto-contemporâneo e MPB. Em 3 de setembro de 2018, a emissora deixou de operar em AM e FM em Orlando e passou a transmitir apenas através do site e das plataformas digitais.[carece de fontes?]

## História

### Antecedentes
O projeto para a instalação de uma rádio focada nos brasileiros residentes nos Estados Unidos pelo Grupo Bandeirantes de Comunicação foi confirmado em janeiro de 2016. Ele foi iniciado durante a cobertura da Florida Cup, quando o grupo contratou o jornalista Estevan Ciccone como correspondente fixo em Orlando. Seu nome e uma chamada de expectativa de estreia para março, narrada por Marina Valsechi, foram divulgados no final do mesmo mês. Em 1 de março, as chamadas e uma programação musical foram iniciadas nas duas frequências. No Brasil, as chamadas também foram veiculadas nas demais rádios do grupo.

### Fim da transmissão em AM e FM
A Brasil Radio deixou de operar no dial AM e FM em 3 de setembro de 2018. No dial AM 810, entrou no lugar a retransmissão em AM da rádio de notícias em língua espanhola Acción FM 97.9, operada pelo grupo iHeartMedia. Já no dial FM 93.1, entrou no lugar a retransmissão em FM da WFLF AM 540, que é também é operada pela iHeartMedia. A Brasil Radio continuou transmitindo através do streaming ao vivo no seu site e nas plataformas digitais até o começo de novembro, quando foi definitivamente retirada do aplicativo Band Rádios.[carece de fontes?]

## Programas
A programação da Brasil Radio era de responsabilidade da BandNews FM, que além de retransmitir seus programas produzidos em São Paulo, produzia os boletins locais de 20 minutos. Desde 17 de outubro de 2016, passou a ter uma produção local sob o comando do jornalista Estevan Ciccone. Além disso, transmitiu as principais atrações da Rádio Bandeirantes, Band FM e Nativa FM, além de contar com programação musical baseada em ritmos brasileiros e transmissão de eventos esportivos da Rádio Bandeirantes. Segue abaixo a lista dos programas que foram exibidos:
- Arquivo Musical
- Band Love
- BandNews FM (faixa matinal apresentada por Ricardo Boechat)
- BandNews no Meio do Dia
- BandNews em Alta Frequência (faixa vespertina apresentada por Débora Alfano)
- As Canções que Você fez pra Mim
- Estação Band
- Festa da Band
- Fôlego
- A Hora do Ronco
- Orlando em Revista
- Pista da Band
- Tatá com Tudo
- Você é Curioso?
- O É da Coisa (faixa vespertina apresentada pelo jornalista Reinaldo Azevedo)
- Jornada Esportiva da Rádio Band News FM
- Domingo Esportivo Bandeirantes (semanal esportivo de 6 horas de duração na época apresentado pelo jornalista esportivo Milton Neves).
- RADIO CAVERNA https://zeno.fm/radiocaverna/